# Gens Alfena
La gens Alfena o Alfenia era una familia de la Antigua Roma, conocida en los siglos I a. C. y I. La gens es conocida principalmente por tres individuos, uno de los cuales logró el consulado.  Ellos compartieron el cognomen Varus, y pueden haber estado estrechamente relacionados.